# Podmořský kabel

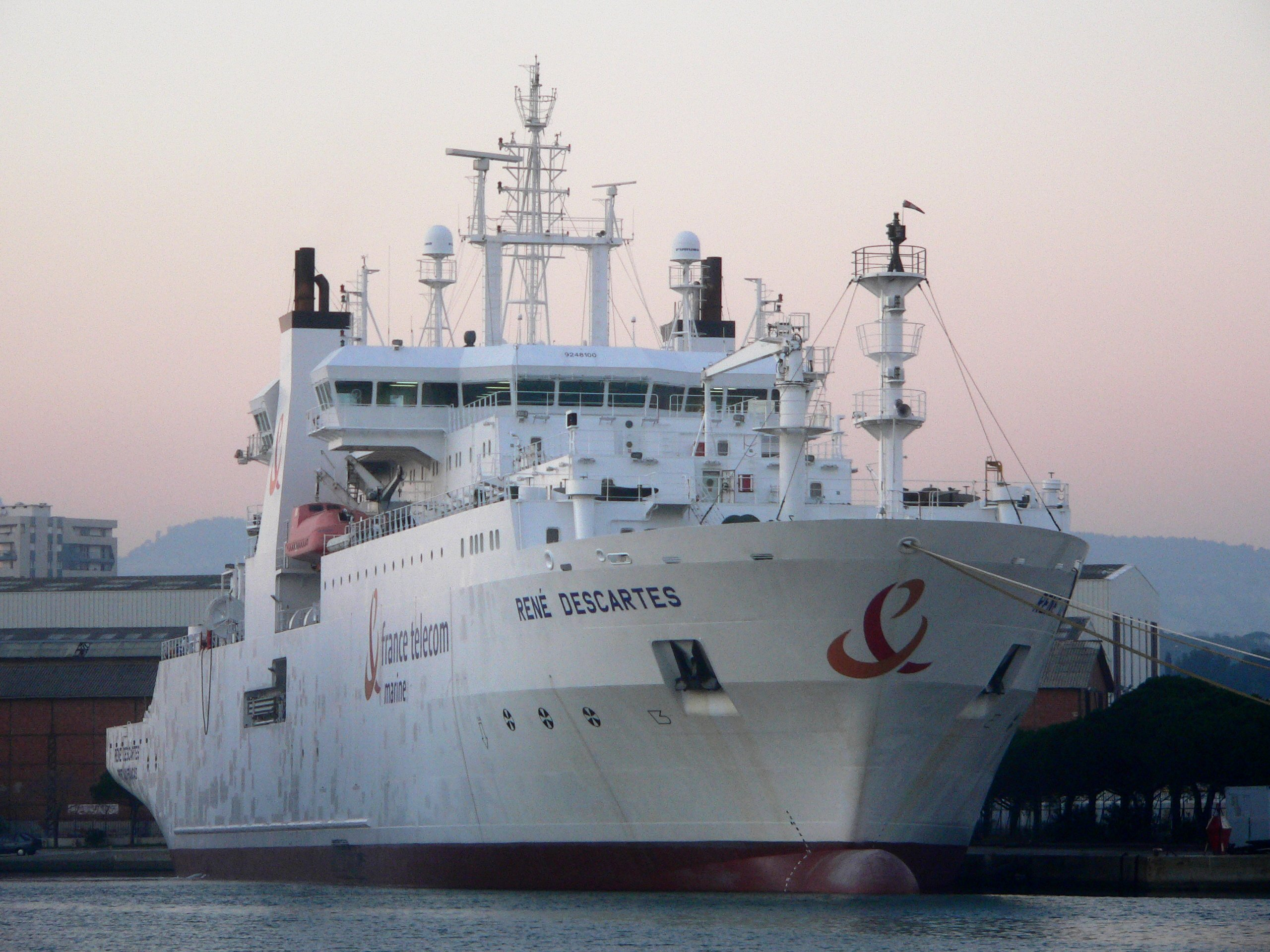
Francouzská pokládací loď René Descartes

Podmořské kabely jsou pokládány na dna moří a oceánů. Slouží k přepravě elektrické energie, pro přenos hlasu a v současnosti hlavně k obecnému přenosu dat mezi kontinenty. Podmořské kabely jsou velmi citlivá infrastruktura, která zajišťuje majoritu datové komunikace pro světový internet, což v globální ekonomice zajišťují obrat asi 10 biliónů dolarů denně. Satelitní spoje jsou alternativou, ale poskytují proti podmořským kabelům jen asi 1 % kapacity, nemohou je tedy nahradit. Na celém světě existuje v roce 2023 více než 400 aktivních datových kabelů v délce nejméně 1,3 milionu kilometrů a jejich trvalá ochrana je tak prakticky nemožná.

## Historie

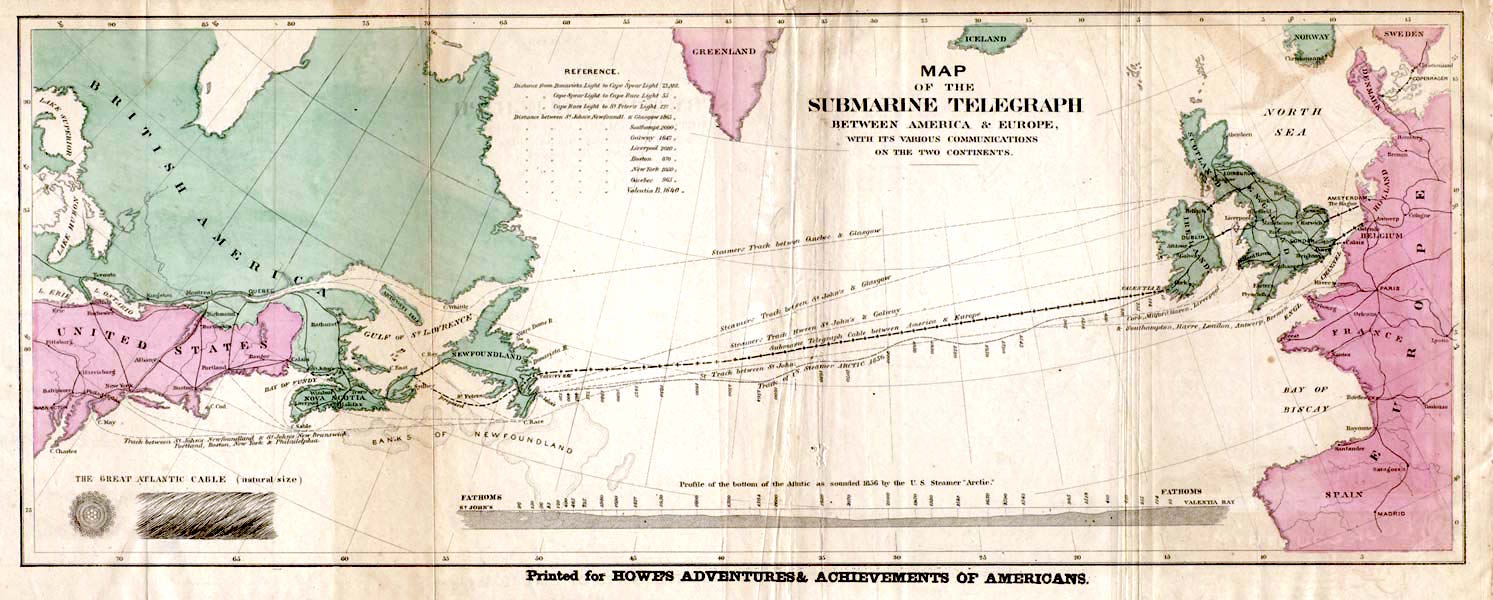
Mapa plánovaného položení prvního transatlantického kabelu.

První pokus o podmořské telegrafní spojení Evropy a Británie proběhl v srpnu roku 1850. Jednalo se jen o jednoduchý měděný kabel, izolovaný gutaperčou. Tento pokus posloužil k získání licence pro propojení kontinentu a Británie v příštím roce, kdy byl použit již důkladně izolovaný kabel.
První mezikontinentální podoceánský kabelový spoj byl mezi Kanadou a Irskem zprovozněn na pouhých 26 dní v roce 1858 měděným vedením. Dosažená rychlost byla 25 slov za hodinu. Spoj byl obnoven v roce 1866, kdy byl na dno Atlantiku položen první dlouhodobě fungující telegrafní kabel, který spojil kanadský Newfoundland a irský ostrov Valentia. Rychlost byla již již 8 slov za minutu. Spojení bylo komerční a jeho cena se pohybovala kolem 100 USD za 20 slov. Spoj (tj. okruh) mezi přijímací a vysílací stranou byl přímý, takže vzhledem ke své délce měl značný elektrický odpor a procházející proud byl tudíž velmi malý. Podstatou vybavení přijímací strany proto byl zrcátkový galvanometr, přes jehož zrcátko se odrážel paprsek světla na vzdálenost několika metrů; příslušná místnost musela být zatemněna. Přijímající telegrafista podle výchylek paprsku usuzoval, jaké znaky byly vysílány, ale často docházelo k chybám. Snaha o vyšší spolehlivost a zejména rychlost přenosu použitím vyššího napětí nevedla k úspěchu (zato ke zničení kabelu). Ukázalo se totiž, že omezujícím faktorem je do té doby v technické praxi nevýznamný faktor, kterým je šířka přenosového pásma, daná (příčnou) kapacitou a (podélnou) indukčností vedení. Problém teoreticky popsal William Thomson a zejména Oliver Heaviside, který formuloval telegrafní rovnici.
Prvním telefonním podvodním kabelovým spojem se stal spoj ze San Francisca do Oaklandu v roce 1884. Výrazný pokrok přinesly až kabely nové generace s elektronickými zesilovači používající frekvenční multiplex. Kabel TAT-1 (Transatlantic No. 1), spuštěný roku 1956 měl kapacitu 36 nezávislých hovorů najednou. Poslední měděný transatlantický kabel TAT-7 položený na dno v roce 1978 disponoval kapacitou 4000 telefonních kanálů, která byla zvýšená až na 10 500 kanálů.
Další transatlantický spoj TAT-8 byl již realizován optickými vlákny a to roku 1988. Jeho kapacita byla až 280 Mbit/s (až 40 000 telefonních kanálů). Před tím byl realizován v roce 1984 první optický spoj na kratší vzdálenost (Belgie a Velká Británie).
V únoru 2025 oznámila společnost Meta, že položí nejdelší podmořský kabel na světě v délce 50 000 km, který bude spojovat všechny kontinenty. Hlavními propojovacími body jsou Spojené státy, Jižní Afrika, Brazílie a Indie. Kabely z projektu Waterworth budou ležet v hloubce až 7 km.

## Pokládání kabelů
Pokládání kabelů na dna oceánů a moří je náročný proces, vyžadující lodě se speciálním vybavením. Trasa, kudy má kabel vést, je nejprve pečlivě zmapována, aby se maximalizovala ochrana položeného kabelu. Pomocí zmapované trasy se určuje typ kabelu, který se kde použije (s vyšším/nižším stupněm ochrany). Délka spojů může dosahovat až desítky kilometrů, ovšem takovou délku celistvého optického kabelu nelze zajistit, proto se kabely spojují, a to přímo na palubách pokládacích lodí. Na takovéto vzdálenosti je také značný útlum signálu, proto se na optické trasy zhruba každých 50 – 100 km „přivařují“ takzvané opakovače, díky kterým se signál znovu posílí. Tyto opakovače jsou napájeny z vedení uvnitř kabelu (někdy i 5000 V stejnosměrného napětí). Na kabelu tvoří jakousi bouli, která je cca 2,5 m dlouhá a má průměr 50 cm. Aby se omezilo riziko přetrhnutí při mechanickém namáhání, pokládají se kabely po mírně zvlněné trase.
Ve velkých hloubkách se kabel většinou pokládá přímo na mořské dno, v takovém případě trvá položení 100 km kabelu zhruba 24 hodin. V rizikovějších oblastech, kde je hloubka menší a hrozí jejich poškození, například kotvami lodí nebo hloubkovým rybolovem, tam bývá kabel pokládán do rýhy hluboké 1 – 3,5 m. Tu vytváří pokládací loď pomocí vlečné radlice. Pak je ovšem pokládáno 10 – 30 km kabelu denně.

## Druhy podmořských optických kabelů

Průřez podmořským optickým kabelem

Kabely používané v podmořských systémech musí (kromě dalšího) splňovat následující předpoklady:
- umožňovat opravy
- umožňovat napájení opakovacích prvků
- chránit optická vlákna před namáháním jak při instalaci, tak při opravách
- chránit optická vlákna před účinky tlaku (dno Atlantiku leží v hloubkách tisíců metrů)
- chránit optická vlákna před flórou a faunou

Existuje několik základních typů, lišících se v počtu optických vláken a stupně ochrany. Běžné kabely jsou schopny odolávat teplotám od −40 °C do 80 °C.

## Poruchy kabelů
V případě poškození či přerušení podmořského kabelu provádí opravu servisní loď. Místo poruchy je lokalizováno pomocí přesného sonaru až s decimetrovou přesností. Kabel je z mořského dna vyloven pomocí háků a poškozená část je nahrazena novým kabelem, který je navařen na ten starý (kolem sta metrů před a za porušenou částí).

### Poškození přírodními jevy
Riziko poškození přírodními pochody představují pro podmořské optické kabely sesuvy půdy, tlak vody a tektonická činnost vyvolávající zemětřesení a vulkanickou činnost.

### Poškození lidmi
Řadu neúmyslných nehod v minulosti zavinily kotvy velkých zaoceánských lodí, jako například v roce 2012 u keňského pobřeží. K úmyslnému poškození došlo v roce 2008, kdy chtěl Írán otevřít ropnou burzu, avšak tři velké lodi pár dní před otevřením na třech různých místech spustily kotvu a došlo k přerušení kabelů, což způsobilo, že burza nebyla otevřena podle plánu. Ruské ponorky pravidelně zastrašují Irsko svým výskytem velmi blízko několika podmořských datových kabelů spojujících Británii, Francii a USA. Při ruské anexi Krymu v roce 2014 Rusko přerušilo hlavní pozemní kabelové spojení Krymu s vnějším světem, aby tím umožnilo šířit vlastní dezinformace a propagovat okupační jednání jako legitimní (v tomto případě však toto bylo zpochybněno).